# Cyrillus VII van Constantinopel

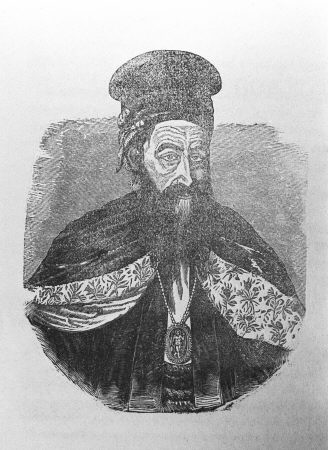
Cyrillus VII

Cyrillus VII (Grieks: Κύριλλος Ζ') (Edirne, 1775 - Heybeliada, 1872) was van 3 oktober 1855 tot 13 juli 1860 patriarch van Constantinopel.
Hij werd geboren in 1775 in Adrianopel, het huidige Edirne, als Constantijn. Voorafgaand aan zijn verkiezing was hij metropoliet van Amasya in het noorden van het huidige Turkije. Tijdens zijn patriarchaat werd een vergadering van vertegenwoordigers van de provincies van het Oecumenisch Patriarchaat bijeengeroepen voor het opstellen en bekrachtigen van het 'Algemeen Reglement'. De vergadering bestond zowel uit geestelijke en seculiere vertegenwoordigers, en moest voorschriften betreffende het bestuur van de kerk van Constantinopel in overeenstemming brengen met de Hattı Hümâyûn van 1856 van sultan Abdülmecit. De nieuwe regels veroorzaakten ontevredenheid bij de Grieken en in 1859 trad de patriarch af, wat niet werd aanvaard door de sultan tot het einde van genoemde vergaderingen.
Tijdens de vijf jaren van zijn patriarchaat werden verscheidene bisschoppen van Bulgaarse afkomst gewijd, onder wie Hilarion (1856) met de titel bisschop van Makariopol.
Vanwege onrust onder de Bulgaarse gemeenschap door hun verlangen naar kerkelijke autonomie, en vanwege meningsverschillen met de patriarch van Jeruzalem, Cyrillus II, trok hij zich in juli 1860 terug.